# Calendrier français des fleuristes
 (octobre 2023).
Si vous disposez d'ouvrages ou d'articles de référence ou si vous connaissez des sites web de qualité traitant du thème abordé ici, merci de compléter l'article en donnant les références utiles à sa vérifiabilité et en les liant à la section « Notes et références ».
Le calendrier français dit « des fleuristes » est repris par l'almanach du facteur (autrefois almanach des PTT, calendrier des postes ou calendrier de La Poste) ou encore des pompiers ou bien des éboueurs ainsi que par la plupart des agendas et des calendriers édités en France.

## Édition
Il est publié chaque année par :
- Les Calendriers Lavigne à Vélizy (Yveline) : Sélection de saints fournie par l'archevêché de Paris.
- Les Almanachs J. Cartier Bresson à Le Mans (Sarthe) : Sélection de saints fournie par l'archevêché de Paris.
- Les Éditions Oberthur à Rennes (Ille-et-Vilaine) contactées en 2013 : Sélection de saints fournie par l'archevêché de Paris[1].
- Les Éditions Quo Vadis

## Les informations données
Le contenu de l’almanach du facteur
- Carte départementale
- Plan des communes
- Fêtes mobiles liturgiques et non liturgiques
- Les saints du calendrier (liste établie par le Vatican après le Concile qui a décidé de fêter les saints le jour de leur mort)
- Renseignements sur les Quatre-Temps : Les quatre-temps sont un temps de jeûne au commencement de chacune des quatre saisons.
- Mémento
- Intérieur thématique (astuces, les arbres, les chiens,…..)

Les informations (IMCCE)
- Jour et numéro du jour dans le mois
- Numéro des semaines
- Changements d'heure d'été et d'hiver
- Comput, épacte, lettre dominicale, cycle solaire, nombre d'or, indiction romaine.

### Les informations astronomiques
- Lunaison
- Jour et heure de début des saisons (solstices et équinoxes)
- Zodiaque (1er jour de chaque signe)
- Durée des jours
- Éclipses

### Les informations civiques
- Fêtes civiques et nationales françaises
- Vacances scolaires selon les trois zones et le détail des zones.

### Le calendrier ecclésiastique
- Fêtes chrétiennes ou mémoires de saints et bienheureux
- Jeûne et abstinence (ja) ou jeûne (j)

## Un saint par jour: un choix restreint à 350 saints
Ce calendrier simplifié des saints de l'Église catholique ne correspond pas à l'usage liturgique d'une église particulière. Il est établi à l'usage des laïques pour indiquer les jours des principales fêtes et de la mémoire d'une sélection de saints.

### Comment est opéré ce choix?
Cette sélection est opérée en considérant les usages de l'ensemble du territoire français, en Europe et outre-mer. La cote des prénoms est l'un des critères de ce choix.

### Périodicité des modifications de la sélection
De 1972 à 1974, le choix des saints a été largement revu. Depuis leur sélection a peu changé, ainsi J.-F. de Chantal est passé du 12 décembre au 12 août, Clarisse en est sortie et Corentin y est entré.

## Calendrier de l'année 2011
Le présent chapitre a pour objet d'expliciter l'origine de chacune des fêtes de ce calendrier usuel en France, en renvoyant aux pages de Wikipédia qui lui sont consacrées. Chaque nom du calendrier peut renvoyer à une dizaine de saints différents, voire parfois à plusieurs dizaines d'homonymes. C'est la date de la fête qui permet, généralement, de savoir lequel des saints est concerné car elle correspond, le plus souvent, à la commémoration de son décès.
Quand la vénération d'un saint est commune aux Églises catholique et orthodoxe, la date du calendrier est toujours une date en usage chez les catholiques. Il est possible que les orthodoxes ignorent cette date et fassent mémoire du saint à une autre date.
En revanche, une même fête, célébrée à la même date, peut porter des noms différents dans les deux Églises.

### Fêtes et saints du1ertrimestre
| Janvier | Janvier | Janvier               | Janvier              | Janvier | Janvier        | Janvier                                                |
| Jour    | Jour    | Mention du calendrier | Célébration éclipsée | En référence à, | Année de décès | Vénéré par catholique (C) orthodoxe (O) protestant (P) |
| ------- | ------- | --------------------- | -------------------- | --- | -------------- | ------------------------------------------------------ |
| S       | 1       | Jour de l'an          |                      | Fête civile du nouvel an |                |                                                        |
| D       | 2       | Épiphanie             |                      | Épiphanie, report pour les catholiques en France où la date du 6 n'est pas fériée le 1er dimanche suivant le nouvel an                       |                | CO                                                     |
| D       | 2       |                       | Basile               | Basile le Grand | ✝ 379          | COP                                                    |
| L       | 3       | Geneviève             |                      | Geneviève de Paris | ✝ 502          | CO                                                     |
| M       | 4       | Odilon                |                      | Odilon de Cluny (fêté le 31 déc. par l'Église)                                                                                               | ✝ 1048         | C                                                      |
| M       | 5       | Édouard               |                      | Édouard le Confesseur | ✝ 1066         | C                                                      |
| J       | 6       | Melaine               |                      | Melaine de Rennes | ✝ 530          | CO                                                     |
| J       | 6       |                       | Épiphanie            | Épiphanie fêtée le 6 jan. par l'Église catholique depuis le IIIe siècle                                                                      |                | CO                                                     |
| V       | 7       | Raymond               |                      | Raymond de Peñafort | ✝ 1275         | CO                                                     |
| S       | 8       | Lucien                |                      | Lucien de Beauvais | ✝ vers 290     | CO                                                     |
| D       | 9       | Bapt. S               |                      | Baptême du Seigneur fêté en France par les catholiques le 2nd dimanche de l'année ou le lendemain de l'Épiphanie si elle tombe le 7 ou le 8. |                |                                                        |
| D       | 9       |                       | Alix                 | Alix Le Clerc | ✝ 1622         | C                                                      |
| L       | 10      | Guillaume             |                      | Guillaume de Bourges | ✝ 1209         | C                                                      |
| M       | 11      | Paulin                |                      | Paulin d'Aquilée | ✝ 804          | C                                                      |
| M       | 12      | Tatiana               |                      | Tatiana de Rome | ✝ vers 230     | CO                                                     |
| J       | 13      | Yvette                |                      | Ivette de Huy | ✝ 1228         | C                                                      |
| V       | 14      | Nina                  |                      | Nino de Géorgie | ✝ Ve siècle    | CO                                                     |
| S       | 15      | Remi                  |                      | Remi de Reims | ✝ 530          | CO                                                     |
| D       | 16      | Marcel                |                      | Marcel Ier, pape | ✝ 309          | CO                                                     |
| L       | 17      | Roseline              |                      | Roseline de Villeneuve | ✝ 1329         | C                                                      |
| M       | 18      | Prisca                |                      | Prisque de Rome | ✝ 250          | CO                                                     |
| M       | 19      | Marius                |                      | Marius de Rome | ✝ 270          | CO                                                     |
| J       | 20      | Sébastien             |                      | Sébastien | ✝ 284          | CO                                                     |
| V       | 21      | Agnès                 |                      | Agnès de Rome | ✝ vers 304     | CO                                                     |
| S       | 22      | Vincent               |                      | Vincent de Saragosse | ✝ 304          | CO                                                     |
| D       | 23      | Barnard               |                      | Barnard de Romans (fêté le 22 jan. par l'Église)                                                                                             | ✝ 841          | C                                                      |
| L       | 24      | François de Sales     |                      | François de Sales | ✝ 1622         | C                                                      |
| M       | 25      | Conv. de St Paul      |                      | Conversion de Saint Paul | ✝ vers 64      | CO                                                     |
| M       | 26      | Paule                 |                      | Paule | ✝ 404          | C                                                      |
| J       | 27      | Angèle                |                      | Angèle Mérici | ✝ 1540         | C                                                      |
| V       | 28      | Thomas d'Aquin        |                      | Thomas d'Aquin | ✝ 1274         | C                                                      |
| S       | 29      | Gildas                |                      | Gildas le Sage | ✝ 570          | CO                                                     |
| D       | 30      | Martine               |                      | Martine de Rome | ✝ 226          | CO                                                     |
| L       | 31      | Marcelle              |                      | Marcelle de Rome | ✝ 410          | CO                                                     |
| Février |         |                       |                      | |                |                                                        |
| Jour    | Jour    | Mention du calendrier | Célébration éclipsée | En référence à | Année de décès | Vénéré par catholique (C) orthodoxe (O) protestant (P) |
| M       | 1       | Ella                  |                      | Ella de Laycock | ✝ 1261         | C                                                      |
| M       | 2       | Prés. du Seigneur     |                      | Présentation de Jésus au Temple fêtée depuis 542                                                                                             |                | CO                                                     |
| J       | 3       | Blaise                |                      | Blaise de Sébaste | ✝ 316          | CO                                                     |
| V       | 4       | Véronique             |                      | Sainte Véronique | ✝ Ier siècle   | CO                                                     |
| S       | 5       | Agathe                |                      | Agathe de Catane | ✝ vers 251     | CO                                                     |
| D       | 6       | Gaston                |                      | Vaast d'Arras | ✝ 540          | CO                                                     |
| L       | 7       | Eugénie               |                      | Eugénie Smet | ✝ 1871         | C                                                      |
| M       | 8       | Jacqueline            |                      | Jacqueline de Septisoles | ✝ 1274         | C                                                      |
| M       | 9       | Apolline              |                      | Apolline d'Alexandrie | ✝ 248          | CO                                                     |
| J       | 10      | Arnaud                |                      | Arnaud de Padoue | ✝ 1255         | C                                                      |
| V       | 11      | N.-D. de Lourdes      |                      | Pèlerinage de Lourdes fêtée depuis 1864 |                | C                                                      |
| S       | 12      | Félix                 |                      | Félix de Carthage | ✝ 304          | CO                                                     |
| D       | 13      | Béatrice              |                      | Béatrice d'Ornacieux ou d'Eymeux | ✝ 1303         | C                                                      |
| L       | 14      | Valentin              |                      | Valentin de Terni | ✝ vers 273     | CO                                                     |
| M       | 15      | Claude                |                      | Claude La Colombière | ✝ 1682         | C                                                      |
| M       | 16      | Julienne              |                      | Julienne de Nicomédie | ✝ IVe siècle   | CO                                                     |
| J       | 17      | Alexis                |                      | Alexis Falconieri | ✝ 1310         | C                                                      |
| V       | 18      | Bernadette            |                      | Bernadette Soubirous | ✝ 1879         | C                                                      |
| S       | 19      | Gabin                 |                      | Gabin de Rome | ✝ 296          | CO                                                     |
| D       | 20      | Aimée                 |                      | Aimée d'Assise | ✝ 1252         | C                                                      |
| L       | 21      | Pierre Damien         |                      | Pierre Damien | ✝ 1072         | C                                                      |
| M       | 22      | Isabelle              |                      | Isabelle de France | ✝ 1270         | C                                                      |
| M       | 23      | Lazare                |                      | Lazare l'iconographe | ✝ 867          | CO                                                     |
| J       | 24      | Modeste               |                      | Modeste | ✝ 480          | CO                                                     |
| V       | 25      | Roméo                 |                      | Roméo de Limoges (fêté le 4 mars par l'Église)                                                                                               | ✝ 1380         | CO                                                     |
| S       | 26      | Nestor                |                      | Nestor de Pamphylie (fêté le 25 fév. par l'Église)                                                                                           | ✝ 251          | CO                                                     |
| D       | 27      | Honorine              |                      | Honorine de Graville | ✝ IVe siècle   | CO                                                     |
| L       | 28      | Romain                |                      | Romain de Condat | ✝ 463          | CO                                                     |
| *       | 29      |                       | Auguste              | Auguste Chapdelaine * fêté les années bissextiles                                                                                            | ✝ 1856         | C                                                      |
| Mars    |         |                       |                      | |                |                                                        |
| Jour    | Jour    | Mention du calendrier | Célébration éclipsée | En référence à | Année de décès | Vénéré par catholique (C) orthodoxe (O) protestant (P) |
| M       | 1       | Aubin                 |                      | Aubin d'Angers | ✝ 550          | CO                                                     |
| M       | 2       | Charles le Bon        |                      | Charles Ier de Flandre | ✝ 1127         | C                                                      |
| J       | 3       | Guénolé               |                      | Guénolé de Landévennec | ✝ 504          | CO                                                     |
| V       | 4       | Casimir               |                      | Casimir Jaguellon de Pologne et Lituanie | ✝ 1484         | C                                                      |
| S       | 5       | Olive                 |                      | Olive de Brescia | ✝ vers 138     | C                                                      |
| D       | 6       | Colette               |                      | Colette de Corbie | ✝ 1447         | C                                                      |
| L       | 7       | Félicité              |                      | Félicité de Carthage | ✝ 203          | CO                                                     |
| M       | 8       | Mardi gras            |                      | Mardi gras 47 jours avant Pâques |                | C                                                      |
| M       | 8       |                       | Jean D.              | Jean de Dieu | ✝ 1550         | C                                                      |
| M       | 9       | Cendres               |                      | Mercredi des cendres 46 jours avant Pâques                                                                                                   |                | C                                                      |
| M       | 9       |                       | Françoise            | Françoise Romaine | ✝ 1440         | C                                                      |
| J       | 10      | Vivien                |                      | Quarante martyrs de Sébaste | ✝ 320          | CO                                                     |
| V       | 11      | Rosine                |                      | Rosine d'Augsbourg | ✝ Ier siècle   | C                                                      |
| S       | 12      | Justine               |                      | Justine Bezzoli | ✝ 1319         | C                                                      |
| D       | 13      | Carême                |                      | Premier dimanche de carême 42 jours avant Pâques                                                                                             |                | C                                                      |
| D       | 13      |                       | Rodrigue             | Rodrigue de Cordoue | ✝ 857          | C                                                      |
| L       | 14      | Mathilde              |                      | Mathilde de Ringelheim | ✝ 968          | C                                                      |
| M       | 15      | Louise                |                      | Louise de Marillac | ✝ 1660         | C                                                      |
| M       | 16      | Bénédicte             |                      | Bénédicte d'Assise | ✝ 1260         | C                                                      |
| J       | 17      | Patrice               |                      | Patrick d'Irlande | ✝ 461          | CO                                                     |
| V       | 18      | Cyrille               |                      | Cyrille de Jérusalem | ✝ 386          | C                                                      |
| S       | 19      | Joseph                |                      | Joseph (Nouveau Testament) | ✝ Ier siècle   | CO                                                     |
| D       | 20      | Herbert               |                      | Herbert du Derwentwater | ✝ 687          | CO                                                     |
| L       | 21      | Clémence              |                      | Clémence d'Öhren | ✝ 1176         | C                                                      |
| M       | 22      | Léa                   |                      | Léa de Rome | ✝ 384          | CO                                                     |
| M       | 23      | Victorien             |                      | Victorien de Carthage | ✝ 484          | CO                                                     |
| J       | 24      | Cath. de Suède        |                      | Catherine de Suède | ✝ 1381         | C                                                      |
| V       | 25      | Annonciation          |                      | Annonciation faite à Marie, le 25 mars ou le lundi suivant un dimanche et après les semaines sainte & pascale                                |                | CO                                                     |
| V       | 25      |                       | Humbert              | Humbert de Maroilles | ✝ 680          | C                                                      |
| S       | 26      | Larissa               |                      | Larissa de Crimée | ✝ IVe siècle   | CO                                                     |
| D       | 27      | Habib                 |                      | Habib d'Édesse (fêté le 15 nov. par l'Église)                                                                                                | ✝ 322          | CO                                                     |
| L       | 28      | Gontran               |                      | Gontran de Bourgogne | ✝ 592          | CO                                                     |
| M       | 29      | Gwladys               |                      | Gladys du Pays de Galles | ✝ Ve siècle    | CO                                                     |
| M       | 30      | Amédée                |                      | Amédée IX de Savoie | ✝ 1472         | C                                                      |
| J       | 31      | Mi-Carême             |                      | Mi-Carême, 24 jours avant Pâques |                | C                                                      |
| J       | 31      |                       | Benjamin             | Benjamin de Perse | ✝ 401          | C                                                      |

### Fêtes et saints du2etrimestre
| Avril | Avril | Avril                 | Avril                | Avril                                                                               | Avril                | Avril                                                  |
| Jour  | Jour  | Mention du calendrier | Célébration éclipsée | En référence à                                                                      | Date de décès        | Vénéré par catholique (C) orthodoxe (O) protestant (P) |
| ----- | ----- | --------------------- | -------------------- | ----------------------------------------------------------------------------------- | -------------------- | ------------------------------------------------------ |
| V     | 1     | Hugues                |                      | Hugues de Grenoble                                                                  | ✝ 1132               | C                                                      |
| S     | 2     | Sandrine              |                      | Alexandrine de Foligno                                                              | ✝ 1589               | C                                                      |
| D     | 3     | Richard               |                      | Richard de Chichester                                                               | ✝ 1253               | C                                                      |
| L     | 4     | Isidore               |                      | Isidore de Séville                                                                  | ✝ 636                | CO                                                     |
| M     | 5     | Irène                 |                      | Irène de Thessalonique                                                              | ✝ 304                | CO                                                     |
| M     | 6     | Marcellin             |                      | Marcellin de Carthage (fêté le 13 sept. par l'Église)                               | ✝ 413                | CO                                                     |
| J     | 7     | J.-B. de la Salle     |                      | Jean-Baptiste de La Salle                                                           | ✝ 1719               | C                                                      |
| V     | 8     | Julie                 |                      | Julie de Corse (fêté le 22 mai par l'Église)                                        | ✝ vers 303           | CO                                                     |
| S     | 9     | Gauthier              |                      | Gauthier de Pontoise (fêté le 8 avr. par l'Église)                                  | ✝ 1099               | C                                                      |
| D     | 10    | Fulbert               |                      | Fulbert de Chartres                                                                 | ✝ 1028               | CO                                                     |
| L     | 11    | Stanislas             |                      | Stanislas de Cracovie                                                               | ✝ 1079               | C                                                      |
| M     | 12    | Jules                 |                      | Jules Ier, pape martyr                                                              | ✝ 352                | CO                                                     |
| M     | 13    | Ida                   |                      | Ide de Boulogne                                                                     | ✝ 1113               | C                                                      |
| J     | 14    | Maxime                |                      | Maxime de Rome                                                                      | ✝ 260                | CO                                                     |
| V     | 15    | Paterne               |                      | Paterne de Vannes                                                                   | ✝ 475                | CO                                                     |
| S     | 16    | Benoît Labre          |                      | Benoît-Joseph Labre                                                                 | ✝ 1783               | C                                                      |
| D     | 17    | Rameaux               |                      | Dimanche des Rameaux 8 jours avant Pâques                                           |                      | COP                                                    |
| D     | 17    |                       | Anicet               | Anicet                                                                              | ✝ 166                | C                                                      |
| L     | 18    | Parfait               |                      | Parfait de Cordoue                                                                  | ✝ 850                | CO                                                     |
| M     | 19    | Emma                  |                      | Emma de Sangau (fêtée le 29 juin par l'Église)                                      | ✝ 1040               | CO                                                     |
| M     | 20    | Odette                |                      | Odette de Rivreulle                                                                 | ✝ 1158               | C                                                      |
| J     | 21    | Anselme               |                      | Anselme de Cantorbéry                                                               | ✝ 1109               | C                                                      |
| V     | 22    | Vendredi Saint        |                      | Vendredi saint 2 jours avant Pâques                                                 |                      | COP                                                    |
| V     | 22    |                       | Alexandre            | Alexandre de Lyon (fêtée le 24 avril par l'Église)                                  | ✝ 178                | CO                                                     |
| S     | 23    | Georges               |                      | Georges de Lydda                                                                    | ✝ 304                | CO                                                     |
| D     | 24    | Pâques                |                      | Pâques. Le dimanche suivant la 1re pleine lune du printemps                         |                      | COP                                                    |
| D     | 24    | Souv. des Dép.        |                      | Commémoration civile en souvenir des déportés le dernier dimanche d'avril           |                      |                                                        |
| D     | 24    |                       | Fidèle               | Fidèle de Sigmaringen                                                               | ✝ 1622               | C                                                      |
| L     | 25    | Marc                  |                      | Marc l'Évengéliste                                                                  | ✝ Ier siècle         | CO                                                     |
| M     | 26    | Alida                 |                      | Alida de Sienne                                                                     | ✝ 1309               | C                                                      |
| M     | 27    | Zita                  |                      | Zita de Lucques                                                                     | ✝ 1278               | C                                                      |
| J     | 28    | Valérie               |                      | Valérie de Milan                                                                    | ✝ 171                | CO                                                     |
| V     | 29    | Cath. de Sienne       |                      | Catherine de Sienne                                                                 | ✝ 1380               | C                                                      |
| S     | 30    | Robert                |                      | Robert de Molesmes                                                                  | ✝ 1110               | C                                                      |
| Mai   |       |                       |                      |                                                                                     |                      |                                                        |
| Jour  | Jour  | Mention du calendrier | Célébration éclipsée | En référence à                                                                      | Date de décès        | Vénéré par catholique (C) orthodoxe (O) protestant (P) |
| D     | 1     | Fête du travail       |                      | Fête civile du travail                                                              |                      |                                                        |
| L     | 2     | Boris                 |                      | Boris Ier de Bulgarie                                                               | ✝ 907                | CO                                                     |
| M     | 3     | Jacques               |                      | Jacques d'Alphée                                                                    | ✝ Ier siècle         | CO                                                     |
| M     | 3     | Philippe              |                      | Philippe (apôtre)                                                                   | ✝ Ier siècle         | CO                                                     |
| M     | 4     | Sylvain               |                      | Sylvain de Gaza                                                                     | ✝ vers 305           | CO                                                     |
| J     | 5     | Judith                |                      | Judith de Kulmsee                                                                   | ✝ 1260               | C                                                      |
| V     | 6     | Prudence              |                      | Prudence Castori                                                                    | ✝ 1492               | C                                                      |
| S     | 7     | Gisèle                |                      | Gisèle de Bavière                                                                   | ✝ 1060               | C                                                      |
| D     | 8     | Vict. 1945            |                      | Fête civil commémorant l'Armistice de 1945                                          |                      |                                                        |
| D     | 8     | F. J. d'Arc           |                      | Fête civil commémorant Jeanne d'Arc depuis 1920 (fêtée le 30 mai par l'Église)      | ✝ 1431               | C                                                      |
| L     | 9     | Pacôme                |                      | Pacôme le Grand                                                                     | ✝ vers 348           | CO                                                     |
| M     | 10    | Solange               |                      | Solange du Berry                                                                    | ✝ 880                | CO                                                     |
| M     | 11    | Estelle               |                      | Estelle de Saintes                                                                  | ✝ IIIe siècle        | CO                                                     |
| J     | 12    | Achille               |                      | Achille de Larissa                                                                  | ✝ 330                | CO                                                     |
| V     | 13    | Rolande               |                      | Rolande de Gerpinnes                                                                | ✝ 774                | CO                                                     |
| S     | 14    | Matthias              |                      | Matthias (apôtre)                                                                   | ✝ Ier siècle         | CO                                                     |
| D     | 15    | Denise                |                      | Denise de Lampsaque                                                                 | ✝ vers 250           | CO                                                     |
| L     | 16    | Honoré                |                      | Honoré d'Amiens                                                                     | ✝ 600                | CO                                                     |
| M     | 17    | Pascal                |                      | Pascal Baylon                                                                       | ✝ 1592               | C                                                      |
| M     | 18    | Éric                  |                      | Éric IX de Suède                                                                    | ✝ 1160               | C                                                      |
| J     | 19    | Yves                  |                      | Yves Hélory de Kermartin                                                            | ✝ 1303               | C                                                      |
| V     | 20    | Bernardin             |                      | Bernardin de Sienne                                                                 | ✝ 1444               | C                                                      |
| S     | 21    | Constantin            |                      | Constantin Ier (empereur romain)                                                    | ✝ 337                | CO                                                     |
| D     | 22    | Émile                 |                      | Émile de Carthage                                                                   | ✝ 210                | CO                                                     |
| L     | 23    | Didier                |                      | Didier de Langres                                                                   | ✝ 407                | CO                                                     |
| M     | 24    | Donatien              |                      | Donatien de Nantes                                                                  | ✝ 290                | CO                                                     |
| M     | 25    | Sophie                |                      | Madeleine-Sophie Barat                                                              | ✝ 1865               | C                                                      |
| J     | 26    | Béranger              |                      | Bérenger de Saint-Papoul                                                            | ✝ 1093               | C                                                      |
| V     | 27    | Augustin de C.        |                      | Augustin de Cantorbéry                                                              | ✝ 604                | CO                                                     |
| S     | 28    | Germain               |                      | Germain de Paris                                                                    | ✝ 576                | CO                                                     |
| D     | 29    | Fête des mères        |                      | Fête civile célébrant les mères, le dernier dimanche de mai ou d'après la Pentecôte |                      |                                                        |
| D     | 29    |                       | Aymard               | Aymard                                                                              | ✝ 1242               | C                                                      |
| L     | 30    | Ferdinand             |                      | Ferdinand III de Castille                                                           | ✝ 1252               | CO                                                     |
| M     | 31    | Visitation            |                      | Visitation de la Vierge Marie                                                       |                      | C                                                      |
| Juin  |       |                       |                      |                                                                                     |                      |                                                        |
| Jour  | Jour  | Mention du calendrier | Célébration éclipsée | En référence à                                                                      | Date de décès        | Vénéré par catholique (C) orthodoxe (O) protestant (P) |
| M     | 1     | Justin                |                      | Justin de Naplouse                                                                  | ✝ vers 165           | CO                                                     |
| J     | 2     | Ascension             |                      | Ascension 39 jours après Pâques                                                     |                      | COP                                                    |
| J     | 2     |                       | Blandine             | Blandine de Lyon                                                                    | ✝ 177                | C                                                      |
| V     | 3     | Kévin                 |                      | Kevin de Glendalough                                                                | ✝ 618                | CO                                                     |
| S     | 4     | Clotilde              |                      | Clotilde reine des Francs                                                           | ✝ 545                | CO                                                     |
| D     | 5     | Igor                  |                      | Igor II de Kiev                                                                     | ✝ 1147               | CO                                                     |
| L     | 6     | Norbert               |                      | Norbert de Xanten                                                                   | ✝ 1134               | C                                                      |
| M     | 7     | Gilbert               |                      | Gilbert de Neuffonts                                                                | ✝ 1152               | C                                                      |
| M     | 8     | Médard                |                      | Médard de Noyon                                                                     | ✝ vers 560           | CO                                                     |
| J     | 9     | Diane                 |                      | Diane d'Andalo (fêtée le 10 juin par l'Église)                                      | ✝ 1236               | C                                                      |
| V     | 10    | Landry                |                      | Landry de Paris                                                                     | ✝ 656                | CO                                                     |
| S     | 11    | Barnabé               |                      | L'apôtre Barnabé                                                                    | ✝ vers 75            | CO                                                     |
| D     | 12    | Pentecôte             |                      | Pentecôte 49 jours après Pâques                                                     |                      | COP                                                    |
| D     | 12    |                       | Guy                  | Guy de Cortone                                                                      | ✝ 1245               | C                                                      |
| L     | 13    | Antoine               |                      | Antoine de Padoue                                                                   | ✝ 1231               | C                                                      |
| M     | 14    | Élisée                |                      | Élisée                                                                              | ✝ vers 800 av. J.-C. | CO                                                     |
| M     | 15    | Germaine              |                      | Germaine de Pibrac                                                                  | ✝ 1601               | C                                                      |
| J     | 16    | J.-F. Régis           |                      | Jean-François Régis                                                                 | ✝ 1640               | C                                                      |
| V     | 17    | Hervé                 |                      | Saint Hervé le Barde                                                                | ✝ 568                | CO                                                     |
| S     | 18    | Léonce                |                      | Léonce de Tripoli (Liban)                                                           | ✝ 73 ou IVe siècle   | CO                                                     |
| D     | 19    | Trinité               |                      | Fête de la Sainte Trinité 56 jours après Pâques                                     |                      | CO                                                     |
| D     | 19    | Fête des pères        |                      | Fête civile célébrant les pères 3e dimanche de juin                                 |                      |                                                        |
| D     | 19    |                       | Romuald              | Romuald de Ravenne                                                                  | ✝ 1027               | C                                                      |
| L     | 20    | Silvère               |                      | Silvère, pape                                                                       | ✝ 537                | CO                                                     |
| M     | 21    | Rodolphe              |                      | Raoul de Bourges                                                                    | ✝ 866                | CO                                                     |
| M     | 22    | Alban                 |                      | Alban de Verulamium                                                                 | ✝ 263                | CO                                                     |
| J     | 23    | Audrey                |                      | Etheldrède d'Ély                                                                    | ✝ 679                | CO                                                     |
| V     | 24    | Jean-Baptiste         |                      | Nativité de Jean-Baptiste,                                                          | ✝ Ier siècle         | CO                                                     |
| S     | 25    | Prosper               |                      | Prosper d'Aquitaine                                                                 | ✝ 463                | CO                                                     |
| D     | 26    | Fête du St Sacrement  |                      | Fête-Dieu depuis 1264 60 jours après Pâques                                         |                      | CP                                                     |
| D     | 26    |                       | Anthelme             | Anthelme de Chignin                                                                 | ✝ 1178               | C                                                      |
| L     | 27    | Fernand               |                      | Fernand de Cajazzo                                                                  | ✝ XIIIe siècle       | C                                                      |
| M     | 28    | Irénée                |                      | Irénée de Lyon                                                                      | ✝ 203                | CO                                                     |
| M     | 29    | Pierre                |                      | Apôtre Pierre                                                                       | ✝ Ier siècle         | CO                                                     |
| M     | 29    | Paul                  |                      | Apôtre Paul                                                                         | ✝ Ier siècle         | CO                                                     |
| J     | 30    | Martial               |                      | Martial de Limoges                                                                  | ✝ IIIe siècle        | C                                                      |

### Fêtes et saints du3etrimestre
| Juillet   | Juillet | Juillet               | Juillet                                              | Juillet                                                                | Juillet              | Juillet                                                |
| Jour      | Jour    | Mention du calendrier | Célébration éclipsée                                 | En référence à                                                         | Date de décès        | Vénéré par catholique (C) orthodoxe (O) protestant (P) |
| --------- | ------- | --------------------- | ---------------------------------------------------- | ---------------------------------------------------------------------- | -------------------- | ------------------------------------------------------ |
| V         | 1       | Sacré-Cœur            |                                                      | Le Sacré-Cœur fêté depuis le XVIIe siècle 68 jours après Pâques        |                      | C                                                      |
| V         | 1       |                       | Thierry                                              | Thierry                                                                | ✝ 533                | C                                                      |
| S         | 2       | Martinien             |                                                      | Martinien de Rome                                                      | ✝ vers 250           | CO                                                     |
| D         | 3       | Thomas                |                                                      | Thomas (apôtre)                                                        | ✝ Ier siècle         | CO                                                     |
| L         | 4       | Florent               |                                                      | Florent de Cahors                                                      | ✝ IVe siècle         | CO                                                     |
| M         | 5       | Antoine-Marie         |                                                      | Antoine-Marie Zaccaria                                                 | ✝ 1539               | C                                                      |
| M         | 6       | Marietta              |                                                      | Maria Goretti                                                          | ✝ 1902               | C                                                      |
| J         | 7       | Raoul                 |                                                      | Ralph Milner                                                           | ✝ 1591               | C                                                      |
| V         | 8       | Thibaut               |                                                      | Thibaut de Marly                                                       | ✝ 1247               | C                                                      |
| S         | 9       | Amandine              |                                                      | Marie-Amandine de Schakkebroek                                         | ✝ 1900               | C                                                      |
| D         | 10      | Ulrich                |                                                      | Ulrich d'Augsbourg                                                     | ✝ XIe siècle         | CO                                                     |
| L         | 11      | Benoît                |                                                      | Benoît de Nursie (translation de ses reliques du Mont Cassin à Fleury) | ✝ vers 560           | CO                                                     |
| M         | 12      | Olivier               |                                                      | Olivier Plunket                                                        | ✝ 1681               | C                                                      |
| M         | 13      | Henri                 |                                                      | Henri II du Saint-Empire                                               | ✝ 1024               | C                                                      |
| M         | 13      | Joël                  |                                                      | Le prophète Joël (fêté le 19 juil. par l'Église)                       | ✝ vers 500 av. J.-C. | C                                                      |
| J         | 14      | Fête Nationale        |                                                      | Fête nationale française depuis 1872                                   |                      |                                                        |
| V         | 15      | Donald                |                                                      | Donald d'Ogilvy                                                        | ✝ VIIIe siècle       | CO                                                     |
| S         | 16      | N.-D. du Mt Carmel    |                                                      | Notre-Dame du Mont-Carmel                                              | ✝ 1245               | C                                                      |
| D         | 17      | Charlotte             |                                                      | Carmélites de Compiègne                                                | ✝ 1794               | C                                                      |
| L         | 18      | Frédéric              |                                                      | Frédéric d'Utrecht                                                     | ✝ 828                | CO                                                     |
| M         | 19      | Arsène                |                                                      | Arsène de Scété                                                        | ✝ 449                | CO                                                     |
| M         | 20      | Marina                |                                                      | Marguerite d'Antioche de Pisidie                                       | ✝ 450                | CO                                                     |
| J         | 21      | Victor                |                                                      | Victor de Marseille                                                    | ✝ vers 303           | CO                                                     |
| V         | 22      | Marie-Madeleine       |                                                      | Marie de Magdala                                                       | ✝ Ier siècle         | CO                                                     |
| S         | 23      | Brigitte              |                                                      | Brigitte de Suède                                                      | ✝ 1373               | C                                                      |
| D         | 24      | Christine             |                                                      | Christine de Tyr                                                       | ✝ IIIe IVe siècles   | CO                                                     |
| L         | 25      | Jacques               |                                                      | Jacques de Zébédée                                                     | ✝ Ier siècle         | CO                                                     |
| M         | 26      | Anne                  |                                                      | Anne                                                                   | ✝ Ier siècle         | CO                                                     |
| M         | 26      | Joachim               |                                                      | Joachim                                                                | ✝ Ier siècle         | CO                                                     |
| M         | 27      | Nathalie              |                                                      | Nathalie de Cordoue                                                    | ✝ 852                | CO                                                     |
| J         | 28      | Samson                |                                                      | Samson de Dol                                                          | ✝ 565                | CO                                                     |
| V         | 29      | Marthe                |                                                      | Marthe de Béthanie                                                     | ✝ Ier siècle         | CO                                                     |
| S         | 30      | Juliette              |                                                      | Juliette de Césarée                                                    | ✝ 303                | CO                                                     |
| D         | 31      | Ignace de Loyola      |                                                      | Ignace de Loyola                                                       | ✝ 1556               | C                                                      |
| Août      |         |                       |                                                      |                                                                        |                      |                                                        |
| Jour      | Jour    | Mention du calendrier | Célébration éclipsée                                 | En référence à                                                         | Date de décès        | Vénéré par catholique (C) orthodoxe (O) protestant (P) |
| L         | 1       | Alphonse              |                                                      | Alphonse de Liguori                                                    | ✝ 1787               | C                                                      |
| M         | 2       | Julien                |                                                      | Pierre-Julien Eymard                                                   | ✝ 1868               | C                                                      |
| M         | 3       | Lydie                 |                                                      | Lydie de Philippes,                                                    | ✝ Ier siècle         | CO                                                     |
| J         | 4       | J.-M. Vianney         |                                                      | Jean-Marie Vianney                                                     | ✝ 1859               | C                                                      |
| V         | 5       | Abel                  |                                                      | Abel de Reims                                                          | ✝ vers 770           | CO                                                     |
| S         | 6       | Transfiguration       |                                                      | Fête de la Transfiguration                                             |                      | CO                                                     |
| D         | 7       | Gaétan                |                                                      | Gaétan de Thiene                                                       | ✝ 1547               | C                                                      |
| L         | 8       | Dominique             |                                                      | Dominique de Guzman                                                    | ✝ 1221               | C                                                      |
| M         | 9       | Amour                 |                                                      | Amator et Viator du Jura                                               | ✝ VIIIe siècle       | CO                                                     |
| M         | 10      | Laurent               |                                                      | Laurent de Rome                                                        | ✝ vers 215           | CO                                                     |
| J         | 11      | Claire                |                                                      | Claire d'Assise                                                        | ✝ 1253               | C                                                      |
| V         | 12      | J.-F. de Chantal      |                                                      | Jeanne de Chantal                                                      | ✝ 1641               | C                                                      |
| S         | 13      | Hippolyte             |                                                      | Hippolyte de Rome                                                      | ✝ 235                | CO                                                     |
| D         | 14      | Évrard                |                                                      | Éberhard d'Einsiedeln                                                  | ✝ 958                | CO                                                     |
| L         | 15      | Assomption            |                                                      | Assomption                                                             |                      | CO                                                     |
| M         | 16      | Armel                 |                                                      | Armel des Boschaux                                                     | ✝ 552                | CO                                                     |
| M         | 17      | Hyacinthe             |                                                      | Hyacinthe de Cracovie (fêté le 15 août par l'Église)                   | ✝ 1257               | C                                                      |
| J         | 18      | Hélène                |                                                      | Hélène (mère de Constantin)                                            | ✝ 330                | CO                                                     |
| v         | 19      | Jean Eudes            |                                                      | Jean Eudes                                                             | ✝ 1680               | C                                                      |
| S         | 20      | Bernard               |                                                      | Bernard de Clairvaux                                                   | ✝ 1153               | C                                                      |
| D         | 21      | Christophe            |                                                      | Christophe de Lycie (fété le 25 juil. par l'Église)                    | ✝ vers 250           | CO                                                     |
| D         | 21      | Christophe            | Christophe de Cordoue (fété le 20 août par l'Église) | ✝ 852                                                                  | CO                   |                                                        |
| L         | 22      | Fabrice               |                                                      | Fabrice de Tolède                                                      | ✝ 417                | CO                                                     |
| M         | 23      | Rose                  |                                                      | Rose de Lima                                                           | ✝ 1617               | C                                                      |
| M         | 24      | Barthélemy            |                                                      | L'apôtre Barthélemy                                                    | ✝ Ier siècle         | CO                                                     |
| J         | 25      | Louis                 |                                                      | Louis IX de France                                                     | ✝ 1270               | C                                                      |
| V         | 26      | Natacha               |                                                      | Nathalie de Nicomédie                                                  | ✝ Ier siècle         | CO                                                     |
| S         | 27      | Monique               |                                                      | Sainte Monique                                                         | ✝ 387                | CO                                                     |
| D         | 28      | Augustin              |                                                      | Augustin d'Hippone                                                     | ✝ 430                | CO                                                     |
| L         | 29      | Sabine                |                                                      | Sabine de Rome                                                         | ✝ 917                | CO                                                     |
| M         | 30      | Fiacre                |                                                      | Saint Fiacre                                                           | ✝ 670                | CO                                                     |
| M         | 31      | Aristide              |                                                      | Aristide d'Athènes                                                     | ✝ 134                | CO                                                     |
| Septembre |         |                       |                                                      |                                                                        |                      |                                                        |
| Jour      | Jour    | Mention du calendrier | Célébration éclipsée                                 | En référence à                                                         | Date de décès        | Vénéré par catholique (C) orthodoxe (O) protestant (P) |
| J         | 1       | Gilles                |                                                      | Gilles l'Ermite                                                        | ✝ 720                | CO                                                     |
| V         | 2       | Ingrid                |                                                      | Ingrid de Skanninge                                                    | ✝ 1282               |                                                        |
| S         | 3       | Grégoire              |                                                      | Grégoire Ier, pape (sacre épiscopal en 590)                            | ✝ 604                | CO                                                     |
| D         | 4       | Rosalie               |                                                      | Rosalie de Palerme                                                     | ✝ 1170               | C                                                      |
| L         | 5       | Raïssa                |                                                      | Raïssa d'Alexandrie                                                    | ✝ 308                | C                                                      |
| M         | 6       | Bertrand              |                                                      | Bertrand de Garrigues                                                  | ✝ 1230               | C                                                      |
| M         | 7       | Reine                 |                                                      | Sainte Reine d'Alise                                                   | ✝ 252                | CO                                                     |
| J         | 8       | Nativité de N.-D.     |                                                      | Nativité de Marie                                                      |                      | CO                                                     |
| V         | 9       | Alain                 |                                                      | Alain de La Roche                                                      | ✝ 1478               | C                                                      |
| S         | 10      | Inès                  |                                                      | Inès Takeya                                                            | ✝ 1622               | C                                                      |
| D         | 11      | Adelphe               |                                                      | Adelphe de Remiremont                                                  | ✝ 670                | CO                                                     |
| L         | 12      | Apollinaire           |                                                      | Apollinaire du Japon                                                   | ✝ 1660               | C                                                      |
| M         | 13      | Aimé                  |                                                      | Aimé de Sion                                                           | ✝ 690                | CO                                                     |
| M         | 14      | Croix Glorieuse       |                                                      | Exaltation de la Croix                                                 |                      | CO                                                     |
| J         | 15      | Roland                |                                                      | Roland de Medici                                                       | ✝ 1386               | C                                                      |
| V         | 16      | Édith                 |                                                      | Édith de Wilton                                                        | ✝ 984                | C                                                      |
| S         | 17      | Renaud                |                                                      | Renaud de Mélinais                                                     | ✝ 1104               | C                                                      |
| D         | 18      | Nadège                |                                                      | sainte Espérance                                                       | ✝ IIe siècle         | CO                                                     |
| L         | 19      | Émilie                |                                                      | Émilie de Rodat                                                        | ✝ 1852               | C                                                      |
| M         | 20      | Davy                  |                                                      | Saint Davy de Londres (fêté le 8 juin par l'Église)                    | ✝ 1537               | C                                                      |
| M         | 21      | Matthieu              |                                                      | Matthieu (apôtre)                                                      | ✝ Ier siècle         | CO                                                     |
| J         | 22      | Maurice               |                                                      | Maurice d'Agaune                                                       | ✝ 287                | CO                                                     |
| V         | 23      | Constant              |                                                      | Constant d'Ancône                                                      | ✝ Ve siècle          | CO                                                     |
| S         | 24      | Thècle                |                                                      | Thècle d'Iconium (fêtée le 23 sept. par l'Église)                      | ✝ Ier siècle         | CO                                                     |
| D         | 25      | Hermann               |                                                      | Herman de Reichenau                                                    | ✝ 1054               | C                                                      |
| L         | 26      | Côme                  |                                                      | Côme                                                                   | ✝ vers 304           | CO                                                     |
| L         | 26      | Damien                |                                                      | Damien                                                                 | ✝ vers 304           | CO                                                     |
| M         | 27      | Vincent de Paul       |                                                      | Vincent de Paul                                                        | ✝ 1660               | C                                                      |
| M         | 28      | Venceslas             |                                                      | Venceslas de Bohême                                                    | ✝ 929                | CO                                                     |
| J         | 29      | Michel                |                                                      | L'archange Saint Michel                                                |                      | CO                                                     |
| J         | 29      | Gabriel               |                                                      | L'archange Saint Gabriel                                               |                      | CO                                                     |
| V         | 30      | Jérôme                |                                                      | Jérôme de Stridon                                                      | ✝ 420                | CO                                                     |

### Fêtes et saints du4etrimestre
| Octobre  | Octobre | Octobre               | Octobre              | Octobre                                                                        | Octobre        | Octobre                                                |
| Jour     | Jour    | Mention du calendrier | Célébration éclipsée | En référence à                                                                 | Date de décès  | Vénéré par catholique (C) orthodoxe (O) protestant (P) |
| -------- | ------- | --------------------- | -------------------- | ------------------------------------------------------------------------------ | -------------- | ------------------------------------------------------ |
| S        | 1       | Thérèse de l'E.-J.    |                      | Thérèse de Lisieux                                                             | ✝ 1897         | CO                                                     |
| D        | 2       | Léger                 |                      | Léger d'Autun                                                                  | ✝ 678          | CO                                                     |
| L        | 3       | Gérard                |                      | Gérard de Brogne                                                               | ✝ 959          | CO                                                     |
| M        | 4       | François d'Assise     |                      | François d'Assise                                                              | ✝ 1226         | C                                                      |
| M        | 5       | Fleur                 |                      | Fleur d'Issendolus                                                             | ✝ 1347         | C                                                      |
| J        | 6       | Bruno                 |                      | Bruno le Chartreux                                                             | ✝ 1101         | C                                                      |
| V        | 7       | Serge                 |                      | Serge et Bacchus de Rasafa                                                     | ✝ 303          | CO                                                     |
| S        | 8       | Pélagie               |                      | Pélagie d'Antioche                                                             | ✝ 457          | CO                                                     |
| D        | 9       | Denis                 |                      | Denis de Paris                                                                 | ✝ 272          | CO                                                     |
| L        | 10      | Ghislain              |                      | Ghislain de Mons                                                               | ✝ 681          | CO                                                     |
| M        | 11      | Firmin                |                      | Firmin d'Amiens                                                                | ✝ 553          | CO                                                     |
| M        | 12      | Wilfried              |                      | Wilfrid d'York                                                                 | ✝ 709          | CO                                                     |
| J        | 13      | Géraud                |                      | Géraud d'Aurillac                                                              | ✝ 909          | CO                                                     |
| V        | 14      | Juste                 |                      | Just de Lyon                                                                   | ✝ 390          | CO                                                     |
| S        | 15      | Thérèse d'Avila       |                      | Thérèse d'Avila                                                                | ✝ 1582         | C                                                      |
| D        | 16      | Edwige                |                      | Edwige de Silésie                                                              | ✝ 1243         | C                                                      |
| L        | 17      | Baudouin              |                      | Baudouin de Laon                                                               | ✝ 879          | CO                                                     |
| M        | 18      | Luc                   |                      | Luc (évangéliste)                                                              | ✝ Ier siècle   | CO                                                     |
| M        | 19      | René                  |                      | René Goupil                                                                    | ✝ 1642         | C                                                      |
| J        | 20      | Adeline               |                      | Adeline de Mortain                                                             | ✝ 1125         | C                                                      |
| V        | 21      | Céline                |                      | Céline de Laon                                                                 | ✝ vers 490     | CO                                                     |
| V        | 21      | Céline                | Céline de Meaux      | ✝ vers 510                                                                     | CO             |                                                        |
| S        | 22      | Salomé                |                      | Marie Salomé (mère de Jacques et Jean)                                         | ✝ Ier siècle   | CO                                                     |
| D        | 23      | Jean de Capistran     |                      | Jean de Capistran                                                              | ✝              | C                                                      |
| L        | 24      | Florentin             |                      | Florentin de Bonnet                                                            | ✝              | CO                                                     |
| M        | 25      | Crépin                |                      | Crépin et Crépinien de Soissons                                                | ✝              | CO                                                     |
| M        | 26      | Dimitri               |                      | Démétrios de Thessalonique                                                     | ✝ vers 304     | CO                                                     |
| J        | 27      | Émeline               |                      | Émeline de Longeville                                                          | ✝ 1178         | C                                                      |
| V        | 28      | Simon                 |                      | Simon (apôtre)                                                                 | ✝ Ier siècle   | CO                                                     |
| V        | 28      | Jude                  |                      | Jude (apôtre)                                                                  | ✝ Ier siècle   | CO                                                     |
| S        | 29      | Narcisse              |                      | Narcisse de Jérusalem                                                          | ✝ IIe siècle   | CO                                                     |
| D        | 30      | Bienvenue             |                      | Bienvenue Bojani                                                               | ✝ 1292         | CO                                                     |
| L        | 31      | Quentin               |                      | Saint Quentin du Vermandois                                                    | ✝ IIIe siècle  | CO                                                     |
| Novembre |         |                       |                      |                                                                                |                |                                                        |
| Jour     | Jour    | Mention du calendrier | Célébration éclipsée | En référence à                                                                 | Date de décès  | Vénéré par catholique (C) orthodoxe (O) protestant (P) |
| M        | 1       | Toussaint             |                      | La Toussaint                                                                   |                | C                                                      |
| M        | 2       | Défunts               |                      | Commémoration de tous les fidèles défunts fêtée depuis 998                     |                | C                                                      |
| J        | 3       | Hubert                |                      | Hubert de Liège                                                                | ✝ 727          | CO                                                     |
| V        | 4       | Charles Borromée      |                      | Charles Borromée                                                               | ✝              | C                                                      |
| S        | 5       | Sylvie                |                      | Sylvie de Rome                                                                 | ✝ 590          | CO                                                     |
| D        | 6       | Léonard               |                      | Léonard de Noblac                                                              | ✝ 520          | CO                                                     |
| L        | 7       | Carine                |                      | Carine d'Ancyre                                                                | ✝ vers 362     | CO                                                     |
| M        | 8       | Geoffroy              |                      | Geoffroy d'Amiens                                                              | ✝ 1115         | CO                                                     |
| M        | 9       | Théodore              |                      | Théodore le Conscrit ou Tiron                                                  | ✝ 303          | CO                                                     |
| J        | 10      | Léon                  |                      | Léon Ier, pape                                                                 | ✝ Ve siècle    | CO                                                     |
| V        | 11      | Armistice 1918        |                      | Commémoration civile de l'Armistice de 1918                                    |                |                                                        |
| S        | 12      | Christian             |                      | Martyrs de Casimiria                                                           | ✝ 1003         | CO                                                     |
| D        | 13      | Brice                 |                      | Brice de Tours                                                                 | ✝ Ve siècle    | CO                                                     |
| L        | 14      | Sidoine               |                      | Sidoine de Jumièges                                                            | ✝              | CO                                                     |
| M        | 15      | Albert                |                      | Albert le Grand                                                                | ✝ 1280         | C                                                      |
| M        | 16      | Marguerite            |                      | Marguerite d'Écosse                                                            | ✝ 1093         | C                                                      |
| J        | 17      | Élisabeth             |                      | Élisabeth de Hongrie                                                           | ✝ 1231         | C                                                      |
| V        | 18      | Aude                  |                      | Aude de Trémazan                                                               | ✝              | CO                                                     |
| S        | 19      | Tanguy                |                      | Tanguy de Locmazé                                                              | ✝              | CO                                                     |
| D        | 20      | Christ-Roi            |                      | Christ-Roi                                                                     | ✝              | C                                                      |
| L        | 21      | Prés. de la V. Marie  |                      | Présentation de Marie au Temple                                                |                | CO                                                     |
| M        | 22      | Cécile                |                      | Cécile de Rome                                                                 | ✝              | CO                                                     |
| M        | 23      | Clément               |                      | Clément Ier                                                                    | ✝              | CO                                                     |
| J        | 24      | Flora                 |                      | Flore de Cordoue                                                               | ✝ 854          | CO                                                     |
| V        | 25      | Catherine             |                      | Catherine Labouré                                                              | ✝ 1876         | C                                                      |
| V        | 25      | Catherine             |                      | Catherine d'Alexandrie                                                         | ✝ IVe siècle   | CO                                                     |
| S        | 26      | Delphine              |                      | Delphine de Sabran                                                             | ✝ XIIIe siècle | C                                                      |
| D        | 27      | Avent                 |                      | L'Avent fêté le 4e dimanche avant Noël                                         |                | C                                                      |
| D        | 27      |                       | Séverin              | Séverin de Paris (fêté le 23 nov. par l'Église)                                | ✝ v. 540       | C                                                      |
| L        | 28      | Jacques de la M.      |                      | Jacques de la Marche                                                           | ✝ 1476         | C                                                      |
| M        | 29      | Saturnin              |                      | Saturnin de Toulouse                                                           | ✝ vers 250     | CO                                                     |
| M        | 30      | André                 |                      | L'apôtre André                                                                 | ✝ Ier siècle   | CO                                                     |
| Décembre |         |                       |                      |                                                                                |                |                                                        |
| Jour     | Jour    | Mention du calendrier | Célébration éclipsée | En référence à                                                                 | Date de décès  | Vénéré par catholique (C) orthodoxe (O) protestant (P) |
| J        | 1       | Florence              |                      | Florence de Comblé en Poitou                                                   | ✝ IVe siècle   | CO                                                     |
| V        | 2       | Viviane               |                      | Sainte Bibiane                                                                 | ✝ 363          | CO                                                     |
| S        | 3       | François-Xavier       |                      | François Xavier                                                                | ✝ 1552         | C                                                      |
| D        | 4       | Barbara               |                      | Barbe la grande martyre                                                        | ✝ vers 303     | CO                                                     |
| L        | 5       | Gérald                |                      | Gérald de Moissac                                                              | ✝ 1106         | C                                                      |
| M        | 6       | Nicolas               |                      | Nicolas de Myre                                                                | ✝ IVe siècle   | CO                                                     |
| M        | 7       | Ambroise              |                      | Ambroise de Milan                                                              | ✝ 497          | CO                                                     |
| J        | 8       | Imm. Conception       |                      | Immaculée Conception fêtée depuis 1854                                         |                | C                                                      |
| V        | 9       | Pierre Fourier        |                      | Pierre Fourier                                                                 | ✝              | C                                                      |
| S        | 10      | Romaric               |                      | Romaric de Remiremont                                                          | ✝              | CO                                                     |
| D        | 11      | Daniel                |                      | Daniel le Stylite                                                              | ✝ 493          | CO                                                     |
| L        | 12      | Corentin              |                      | Corentin de Quimper                                                            | ✝              | CO                                                     |
| M        | 13      | Lucie                 |                      | Lucie de Syracuse                                                              | ✝              | CO                                                     |
| M        | 14      | Odile                 |                      | Odile de Hohenbourg                                                            | ✝              | CO                                                     |
| J        | 15      | Ninon                 |                      | Nina de Géorgie                                                                | ✝ IVe siècle   | CO                                                     |
| V        | 16      | Alice                 |                      | Adélaïde de Bourgogne                                                          | ✝ 999          | CO                                                     |
| S        | 17      | Judicaël              |                      | Judicaël, roi de Domnonée                                                      | ✝              | CO                                                     |
| D        | 18      | Gatien                |                      | Gatien de Tours                                                                | ✝ IVe siècle   | CO                                                     |
| L        | 19      | Urbain                |                      | Urbain V, pape                                                                 | ✝ 1370         | CO                                                     |
| M        | 20      | Théophile             |                      | Zénon et Théophile                                                             | ✝ vers 251     | CO                                                     |
| M        | 21      | Pierre Canisius       |                      | Pierre Canisius                                                                | ✝              | C                                                      |
| J        | 22      | Françoise-Xavière     |                      | Françoise-Xavière Cabrini                                                      | ✝ 1917         | C                                                      |
| V        | 23      | Armand                |                      | Armand de Bozen-Brixen                                                         | ✝ 1164         | C                                                      |
| S        | 24      | Adèle                 |                      | Adèle de Pfalzel                                                               | ✝ 735 ou 740   | CO                                                     |
| D        | 25      | Noël                  |                      | Noël                                                                           |                | COP                                                    |
| L        | 26      | Étienne               |                      | Étienne (premier martyr)                                                       | ✝ Ier siècle   | CO                                                     |
| M        | 27      | Jean l'Apôtre         |                      | Jean l'Évangéliste                                                             | ✝ Ier siècle   | CO                                                     |
| M        | 28      | Innocents             |                      | Saints Innocents de Bethléem                                                   | ✝ Ier siècle   | CO                                                     |
| J        | 29      | David                 |                      | Le roi David                                                                   | ✝              | CO                                                     |
| V        | 30      | Sainte Famille        |                      | La Sainte Famille fêtée le dimanche suivant Noël, ou le 30 si Noël un dimanche |                | C                                                      |
| V        | 30      |                       | Roger                | Roger de Cannes                                                                | ✝ 1129         | C                                                      |
| S        | 31      | Sylvestre             |                      | Sylvestre Ier, pape                                                            | ✝ IVe siècle   | CO                                                     |

## Sources
- Alban Butler, Vies des principaux saints, traduit de l'anglais, 13 tomes, Brouilhiet éditeur, TOULOUSE, 1808.
- Éditions Quo Vadis